# Saint Louis
Saint Louis (IPA, s|eɪ|n|t|_|ˈ|l|uː|ɪ|s ori s|æ|n|t|_|ˈ|l|uː|.|iː), în franceză Saint-Louis sau St-Louis, (IPA, sɛ̃ lwi) este un oraș independent  și cel de-al doilea oraș ca mărime a populației din statul  Missouri,  Statele Unite ale Americii.
Conform recensământului din anul 2010, populația orașului era de 319.294 de locuitori  (în scădere față de Census 2000) și principala municipalitate a zonei metropolitane numite Greater Saint Louis, care cu o populație de 2.845.298 locuitori este cea mai largă aglomerare urbană din statul Missouri, a patra din Midwest, respectiv a 15-a din Statele Unite ale Americii.

## Istorie

### Perioada colonială (secolele XVII-XVIII)
În secolul al XVII-lea, regiunea Saint Louis este explorată de francezi. În 1673, Louis Jolliet și Jacques Marquette încep explorarea fluviului Mississippi pentru ca la câțiva ani mai târziu, Cavalier de la Salle să descopere cursul acestuia. Aceasta, având posesia regiunii, a numit-o „Louisiana” în onoarea regelui Louis al XIV-lea. Regunea nordică acestei regiuni este de asemenea numită „Louisiana de nord” sau „Țara Illinois”. Francezii au construit prima instituție în anul 1699, în apropierea zonei Cahokia. Tot în perioada aceasta au construit și o serie mare de forturi (Fortul Chartres, Kaskaskia, Prairie du Rocher, etc.). Preoții catolici s-au stabilit aici în anul 1703.
Orașul a fost fondat de francezul Pierre Laclede și de tânărul său asistent, Auguste Choteau pe 15 februarie 1764. În 1765, St. Louis a devenit capitala Louisianei de nord. Între anii 1766 și 1768, ea a fost administrată de guvernul francez, având ca președinte pe Ange de Bellerive. Dar tratatul de la Paris, semnat la 10 februarie 1763, a reprezentat înfrângerea trupelor și sfârșitul războiului de 7 ani, unde Franța a pierdut multe teritorii din America de Nord, inclusiv cele de la est de Mississippi, vândute de Regatul Unit. În ceea ce privește partea de vest, ea a revenit Spaniei. După 1768, St. Louis este guvernat de Spania în secret până în anul 1800 în care s-a semnat tratatul de la San Ildefonso, tratat care înapoia regiunea Franței. La 18 ianuarie 1803 Napoleon Bonaparte decide dă vândă teritoriul. Louisiana a fost vândută Statelor Unite contra a sumei de 80 milioane de franci, iar suveranitatea americană va intra în vigoare pe 20 decembrie 1803.

### Expansiunea din secolul al XIX-lea

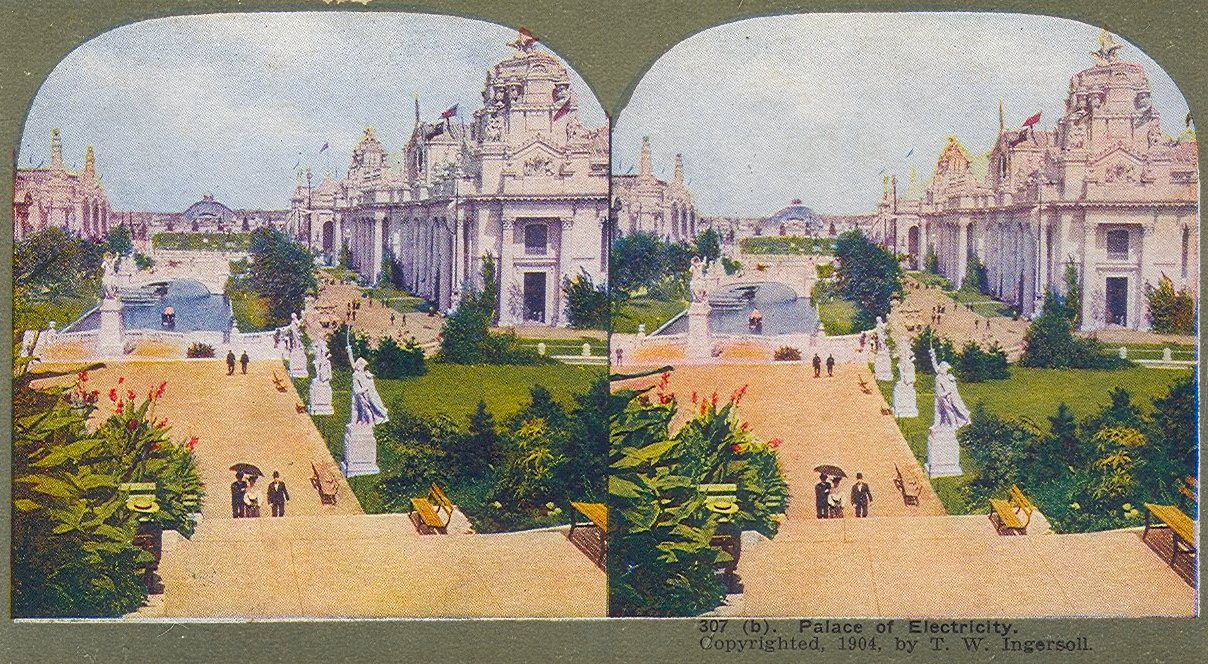
Expoziţia universală: Palatul electricităţii

Saint Louis fac parte din Statele Unite din anul 1803, perioadă în care avea aproximativ 1000 de locuitori. Anul următor, celebra expediție Lewis și Clark, cât și expediția de explorare a coastei de vest a Pacificului au făcut oamenii să apară din nou pe 23 septembrie 1806. Marea perioadă a industriei de bărci și vapoare a avut loc în anul 1817, atunci când Zebulon Pike a sosit în oraș. Saint Louis este cel mai mic port de pe Mississippi fondat la mijlocul secolului al XIX-lea, un pic mai mare decât el fiind portul din spatele New York. Missouri a devenit stat, iar Saint Louis capitala acestuia.
În 1849 orașul a fost lovit de o epidemie de holeră și de un incediu uriaș. Ca urmare a cestor două dezastre, autoritățile municipale au decis să impună un cod de planificare și de îmbunătățire al managementului de ape uzate. Populația a crescut rapid prin imigrarea familiilor germane, irlndeze și italiene; în 1860, existau 160.000 de locuitori, în timp ce orașul n-a existat decât 100 de ani.

## Obiective turistice
- Arcul „Gateway Arch”.
- Catedrala (cea mai mare catedrală din SUA, la vest de Mississippi).

## Personalități marcante
- Josephine Baker (1906 - 1975), cântăreață, dansatoare;
- Barney Phillips (1913 - 1982), actor;
- Robert Dicke (1916 - 1997), fizician;
- Toni Carroll (1927 - 2022), actor, cântăreț;
- Marilyn Vos Savant (n. 1946), jurnalistă, femeia cu cel mai înalt IQ din lume;
- Steven Chu (n. 1948), fizician, Premiul Nobel pentru Fizică;
- Lavell Crawford (n. 1968), actor de comedie.